# Segelfluggelände Füssen

i7
i11
i13
Das Segelfluggelände Füssen liegt im Gebiet der Stadt Füssen im Landkreis Ostallgäu in Bayern, etwa zwei Kilometer nördlich des Zentrums von Füssen.

## Flugbetrieb
Das Segelfluggelände ist mit einer 515 m langen und 50 m breiten Start- und Landebahn aus Gras (Richtung 08/26) ausgestattet. Es besitzt eine Betriebszulassung für Segelflugzeuge, Motorsegler und Ultraleichtflugzeuge. Der Start von Segelflugzeugen erfolgt per Flugzeugschlepp oder Windenstart. Der Halter und Betreiber des Segelfluggeländes ist der Luftsportverein Füssen e. V. Der Verein wurde 1950 gegründet. Er nutzt das Segelfluggelände seit 1976. Weiterhin ist der Flugsportverein Marktoberdorf e. V. am Segelfluggelände ansässig.